# Edwin Ashby
Edwin Ashby (1861 - 1941) was een Australisch amateurmalacoloog en ornitholoog.
Hij was medeoprichter van de South Australian Ornithological Association (SAOA) in 1899 en van de Royal Australasian Ornithologists Union (RAOU) in 1901.  Van deze laatste vereniging was hij voorzitter tot 1926.